# John Noble
John Noble (n. 20 august 1948, Port Pirie, Australia) este un actor australian.  A devenit cunoscut pentru rolul lui Walter Bishop din serialul american Fringe. De asemenea, a jucat și rolul cunoscutului personaj Denethor din trilogia cinematografică Stăpânul Inelelor.